# Winnetou en de goudzoekers
 Winnetou en de goudzoekers  is de vertaalde roman uit het Duits  van Karl May met de titel:  Weihnacht!  uit 1897. Het is het achtste deel dat zich afspeelt in de  Verenigde Staten tussen 1860 en 1870. De auteur portretteert zichzelf als Duitse immigrant met de bijnaam ‘Old Shatterhand’.

## Verhaal
Wanneer Old Shatterhand van plan is om een reis naar de Oostkust van de Verenigde Staten te maken, maakt hij zich gereed in het plaatsje St.Joseph.